# Bring It on Home
Pistes de The Real Folk Blues
Got To Move
(6)
Bring It on Home  est une chanson écrite et composée par Willie Dixon et enregistrée pour la première fois par Sonny Boy Williamson le 11 janvier 1963,,. C'est une réécriture de la chanson Back Home to Mama, que Willie Dixon avait composée pour Big Walter Horton en 1954 ; le texte ainsi modifié correspond au style vagabond de Sonny Boy Williamson.
Elle a été reprise, en particulier par le groupe de rock britannique Led Zeppelin sur son deuxième album Led Zeppelin II, sorti en 1969 ; Willie Dixon n'ayant pas été crédité, Arc music lança une procédure judiciaire en 1972 pour faire valoir ses droits, avant qu'un accord à l'amiable ne soit finalement trouvé.